# 垃圩县
垃圩县（越南语：／），又译“勒沃县”，是越南同塔省下辖的一个县。

## 地理
垃圩县北接高岭市，东接高岭县和沙沥市，南接来𡑵县，西南接芹苴市禿衂郡，西北接安江省𢄂买县。

## 历史
1976年2月，垃圩县隶属同塔省，下辖平安中社、平城社、定燕社、阳和社、和胜社、隆厚社、隆兴社、美安兴社、丰和社、福城社、新庆中社、新美社、新泰社、永盛社14社。
1980年12月27日，平安中社分设为平盛中社和会安东社，和胜社分设为和隆社和隆胜社。
1981年1月5日，垃圩县更名为盛兴县。
1984年3月6日，隆兴社分设为隆兴A社和隆兴B社，阳和社分设为新阳社和和城社，定燕社析置定安社，丰和社析置定和社，新泰社分设为永泰社和新和社。
1987年2月16日，新阳社新携邑和新利邑划归沙沥市社管辖。
1988年9月27日，美安兴社分设为美安兴A社和美安兴B社，福城社分设为新福社和新城社。
1989年6月27日，以新阳社、和城社、隆胜社、和隆社、隆厚社、新福社、新城社、永泰社、新和社、定和社和丰和社11社析置来𡑵县，盛兴县仍辖新庆中社、新美社、美安兴A社、美安兴B社、会安东社、平盛中社、平城社、定安社、定燕社、永盛社、隆兴A社和隆兴B社12社，县莅在平城社。
1996年12月6日，盛兴县复名垃圩县。
后来，平城社析置垃圩市镇。

## 行政区划
垃圩县下辖1市镇12社，县莅垃圩市镇。
- 垃圩市镇（Thị trấn Lấp Vò）
- 平城社（Xã Bình Thành）
- 平盛中社（Xã  Bình Thạnh Trung）
- 定安社（Xã Định An）
- 定燕社（Xã Định Yên）
- 会安东社（Xã Hội An Đông）
- 隆兴A社（Xã Long Hưng A）
- 隆兴B社（Xã Long Hưng B）
- 美安兴A社（Xã Mỹ An Hưng A）
- 美安兴B社（Xã Mỹ An Hưng B）
- 新庆中社（Xã Tân Khánh Trung）
- 新美社（Xã Tân Mỹ）
- 永盛社（Xã Vĩnh Thạnh）

## 教育
- 垃圩一中
- 垃圩二中，位于新美社
- 垃圩三中，位于隆兴B社
- 阮廌中学等

## 交通
80号国道、54号国道、848号省道、849号省道。此外在垃圩县城以南，新美社有分别通往龙川市，高岭市的渡口。